# رنشی یاماگوچی
رنشی یاماگوچی (انگلیسی: Renshi Yamaguchi؛ زادهٔ ۱۶ سپتامبر ۱۹۹۲) بازیکن فوتبال اهل ژاپن است.